# Encarsia planchoniae
Encarsia planchoniae är en stekelart som beskrevs av Howard 1896. Encarsia planchoniae ingår i släktet Encarsia och familjen växtlussteklar.
Artens utbredningsområde är Sri Lanka. Inga underarter finns listade i Catalogue of Life.